# Peine de mort aux Émirats arabes unis
La peine de mort est une sanction légale applicable et appliquée aux Émirats arabes unis.
De nombreux crimes sont passibles de la peine de mort en vertu de la loi émiratie. Les exécutions s'effectuent par arme à feu, par pendaison ou par lapidation en fonction du crime commis,,,. Dans certains cas, elles peuvent être précédées d'un crucifiement,,.

## Crimes capitaux
La loi actuelle autorise théoriquement la peine de mort pour,, :
- Trahison ;
- Espionnage ;
- Meurtre ;
- Incitation au suicide ayant entraîné la mort ;
- Incendie criminel ayant entraîné la mort ;
- Agression grave ayant entraîné la mort ;
- Importation de substances/déchets nucléaires dans l'environnement de l'État ;
- Adultère ;
- Apostasie de l'islam ;
- Blasphème de l'islam ;
- Parjure devant un tribunal ayant entraîné la mort ;
- Viol ;
- Vol aggravé ;
- Enlèvement ;
- Terrorisme ;
- Sodomie homosexuelle ;
- Trafic de stupéfiants ;
- Adhésion à l'État islamique en Irak et au Levant.

## Statistiques

### Exécutions par année
| Année | Nombre d'exécutions |
| ----- | ------------------- |
| 1994  | 5                   |
| 1995  | 5                   |
| 1996  | 1                   |
| 1997  | 6                   |
| 1998  | 1                   |
| 1999  | 2                   |
| 2000  | 0                   |
| 2001  | 0                   |
| 2002  | 1                   |
| 2003  | 0                   |
| 2004  | 0                   |
| 2005  | ?                   |
| 2006  | 1                   |
| 2007  | 0                   |
| 2008  | 0                   |
| 2009  | 0                   |
| 2010  | 0                   |
| 2011  | 0                   |
| 2012  | 0                   |
| 2013  | 0                   |
| 2014  | 0                   |
| 2015  | 0                   |
| 2016  | 0                   |
| 2017  | 0                   |
| 2018  | 0                   |
| 2019  | 0                   |
| 2020  | 0                   |
| 2021  | 0                   |
| 2022  | 0                   |

## Cas notables

### Affaire Sarah Balabagan
En 1993, Sarah Balabagan, une jeune musulmane de 14 ans, décida d'aller travailler aux Émirats arabes unis pour subvenir aux besoins de sa famille restée aux Philippines. Elle y trouva un emploi de domestique. Mais son employeur, Almas Mohammed Abdullah al-Baloushi, un veuf (âgé de 65, 67, 76 ou 85 ans) vivant à Al-Aïn avec ses quatre enfants, se comporta de manière déplacée avec elle, lui faisant de multiples avances sexuelles (qu'elle refusa). Finalement, le 19 juillet 1994 elle le tua de 34 coups de couteau. 
Affirmant avoir agi en situation de légitime défense à la suite d'une tentative de viol, elle s'en sortit avec un premier jugement relativement clément le 26 juin 1995 : reconnue coupable d'homicide involontaire, elle fut condamnée à sept ans de prison et au versement d'une compensation (diyya) de 150 000 dirhams (40 000 dollars américains) aux proches d'Al-Baloushi, qui en retour devaient lui verser 100 000 dirhams (27 000 dollars américains) en compensation de la tentative de viol. Mais ces derniers, insatisfaits du verdict, firent appel, exigeant la peine de mort. Le 6 septembre 1995, un second tribunal islamique affirma qu'il n'existait aucune preuve de viol et la condamna à mort par peloton d'exécution pour assassinat. Cette décision de justice provoqua un tollé international et une campagne en sa faveur dans de nombreux pays, son cas étant considéré comme symptomatique des mauvais traitements subis par les domestiques dans les États arabes du Golfe. À noter que quelques mois plus tôt, Flor Contemplacion, une autre employée de maison philippine, avait été pendue à Singapour pour des faits similaires. 
Apparemment, ce n'est qu'après un appel personnel à la clémence du président des Émirats arabes unis, cheikh Zayed (l'émir d'Abou Dabi), que la famille d'al-Baloushi renonça au talion (qisas) au profit du prix du sang (diyya). Le 30 octobre 1995, lors de son troisième procès, sa peine fut réduite à un an d'emprisonnement et à cent coups de canne (infligés par tranche de vingt sur une période de cinq jours s'étalant du 30 janvier au 5 février 1996), ainsi qu’au paiement du prix du sang, qui fut réglé par William Gatchalian, un homme d'affaires sino-philippin de l'industrie du plastique. Le 1er août 1996, elle rentra aux Philippines, où elle fut accueillie comme une héroïne. 
Quelques années plus tard, Sarah apostasia l'islam pour devenir chrétienne protestante, quelque chose d'autre qui aurait pu lui valoir une condamnation à mort aux Émirats.

### Rashid Al Rashidi
Le 10 février 2011, Rashid Al Rashidi (30 ans) fut exécuté par un peloton d'exécution, pour un crime des plus sordides : le 27 novembre 2009, ce capitaine de navire émirati viola et assassina Moosa Mukhtiar, un enfant pakistanais de 4 ans, dans les sanitaires d'une mosquée, le premier jour de l'Aïd al-Adha, la fête la plus importante du calendrier islamique,.  

### Alaa Bader al-Hashemi
En juin 2015, le tribunal fédéral (en) condamna une femme terroriste émiratie, Alaa Bader Abdullah Al Hashemi (30 ans), à la peine de mort pour le meurtre d'Ibolya Ryan (en) et l'installation d’une bombe artisanale au domicile d’un médecin américano-égyptien basé à Abou Dabi. Les faits reprochés furent commis en décembre 2014 et leur autrice exécutée à l'aube le 13 juillet 2015,. C’est la seule fois dans l'histoire récente de la Fédération où un prisonnier a été exécuté dans un laps de temps aussi court et c'est l'un des rares cas où une femme a été exécutée[réf. nécessaire].

### Nidal Eisa Abdullah
Le 23 novembre 2017, Nidal Eisa Abdullah Abu Ali (50 ans) fut exécuté par un peloton d'exécution pour le meurtre d'Obaida Ebrahim Sedqi Al Aqrabawi, un enfant jordanien de 8 ans qu'il avait kidnappé à l'atelier de son père à Charjah le 20 mai 2016, avant de le violer et de l'étrangler à mort avec une ghoutra rouge sur la plage d'Al Mamzar, le tout sous l'influence de l'alcool,, (strictement interdit dans l'émirat de Charjah).